# Sir George Hope Islands
Sir George Hope Islands är öar i Australien. De ligger i territoriet Northern Territory, omkring 180 kilometer nordost om territoriets huvudstad Darwin.